# (20161) 1996 TR66
1996 تي أر 66 (ويعرف أيضًا باسم (20161) 1996 تي أر 66 وفق تسمية الكوكب الصغير) (بالإنجليزية: 1996 TR66)‏ هو كويكب ضمن حزام الكويكبات؛ وترتيبه 20161 من حيث الاكتشاف.
اكتُشف هذا الجُرم الفلكي بواسطة جين لوو في 8 أكتوبر 1996.

## وصلات خارجية
- (20161) 1996 TR66 في قاعدة بيانات مختبر الدفع النفاث لأجرام النظام الشمسي الصغيرة

- الاكتشاف · مخطط المدار ·  العناصر المدارية · المعلمات المادية

- (20161) 1996 TR66 على موقع ويكي سكاي: DSS2, SDSS, GALEX, IRAS, Hydrogen α, X-Ray, Astrophoto, Sky Map, Articles and images